# Skøelv
Skøelv (eller Skøelva) är en tätort i Sørreisa kommun i Troms fylke i norra Norge. Orten ligger där fylkesväg 84 korsar älven Skøelva på den södra sidan av Reisafjorden.